# بوردن باركر بون
بوردن باركر بون (بالإنجليزية: Borden Parker Bowne)‏ هو عالم عقيدة وفيلسوف أمريكي، ولد في 14 يناير 1847 في مقاطعة مونموث في الولايات المتحدة، وتوفي في 1 أبريل 1910 في بوسطن في الولايات المتحدة.